# Тарасенко Георгій Олександрович
Гео́ргій Олекса́ндрович Тара́сенко (6 грудня 1996, Харків — 25 березня 2022, під Харковом) — український активіст, лідер і командир добровольчого підрозділу «Фрайкор», учасник російсько-української війни, Герой України (17 квітня 2022, посмертно), що загинув під час російського вторгнення в Україну 2022 року.
Перший доброволець, удостоєний найвищого звання України з початку російського вторгнення в Україну 2022 року.

## Життєпис

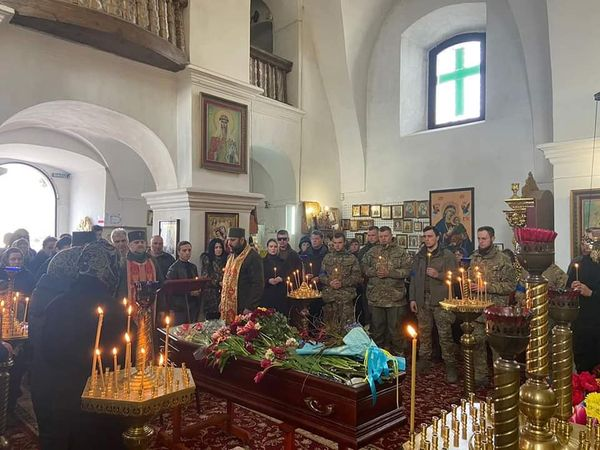
Чин відспівування Георгія Тарасенка відбувся у старовинному храмі Святого Пророка Іллі, що в селі Суботів

Народився 1996 році в місті Харкові. З 2003 по 2014 роки навчався у Харківській загальноосвітній школі I—III ступенів № 5. Також протягом восьми років відвідував секцію плавання у Спортивній дитячо-юнацькій школі олімпійського резерву «Спартак». Георгій Тарасенко посідав призові місця на обласних змаганнях, згодом тренувався та брав участь у змаганнях зі Street workout — масовий рух, заснований на заняттях фізкультурою із застосуванням тренувального обладнання (турніків, брусів) на свіжому повітрі.
Брав активну участь в Революції Гідності, протистояв поширенню «російської весни» у Харкові. З початком бойових дій на сході України весною 2014 року пішов на фронт, воював на Донеччині.
Протягом 2014—2019 рр. навчався у Харківському національному аграрному університеті імені В. Докучаєва, здобувши диплом магістра за спеціальністю «Агрономія». Одночасно навчався на військовій кафедрі, де одержав військове звання молодшого лейтенанта запасу.
У травні 2017 року створив і очолив Добровольчий підрозділ «Фрайкор» і однойменну військово-патріотичну організацію (2018). До цього був членом праворадикального «Національного корпусу».
Під його командуванням бійці здійснили сім бойових ротацій на Донбасі загальним терміном 22 місяці, підсилюючи підрозділи Збройних Сил у Маріупольському напрямку, а також у прилеглих селищах під Донецьким аеропортом. З початком повномасштабного російського вторгнення в Україну Георгій Тарасенко разом зі співслужбовцями добровольчого підрозділу «Фрайкор» стали на захист Харкова. 12 березня за його керівництва та за безпосередньої участі було виявлено та знешкоджено групу осіб, які планували підриви військових та цивільних об'єктів у Харкові. Крім того, спільно з представниками територіальної оборони та підрозділів ЗС України, Георгій Тарасенко та його бійці брали безпосередню участь у ліквідації колони військової техніки окупаційних військ, які намагалися здійснити прорив до Харкова з боку Лісопарку.
Загинув 25 березня 2022 року на Харківщині. Збройні Сили України пішли у контрнаступ під Харковом. Воїни 92-ї окремої механізованої бригади, Головного управління розвідки Міністерства оборони України, спецпідрозділу KRAKEN, «Фрайкора», батальйону поліції «Слобожанщина» звільнили від російських військ села Мала Рогань та Вільхівка на Ізюмському напрямку.
Похований, відповідно до його заповіту, на Черкащині 30 березня 2022 року, в урочищі Холодний Яр на плато біля Мотронинського монастиря, де раніше був старовинний козацький цвинтар. Чин відспівування Георгія Тарасенка відбувся у старовинному храмі Святого Пророка Іллі, що в селі Суботів, стіни якої пам'ятають ще панахиду за Богданом Хмельницьким.

## Нагороди
- звання «Герой України» з удостоєнням ордена «Золота Зірка» (17 квітня 2022, посмертно) — за особисту мужність і героїзм, виявлені у захисті державного суверенітету та територіальної цілісності України, самовіддане служіння Українському народу[10].

## Вшанування пам'яті
13 червня 2023 року у місті Харків вулицю Плеханівська перейменували на вулицю Георгія Тарасенка. У селі Мала Рогань Харківської області вулицю Лермонтова перейменували на вулицю Георгія Тарасенка.
Харківський блекметал-гурт Khors присвятив Тарасенкові пісню та лірик-відео «Непохитності суть (Навічно 25)»/«Perseverance Is the Essence (Forever 25)».
Книги
- «Побратима мого зачепила куля вражая» / Упорядн. Р. Коваль. — Київ: Видавництво Марка Мельника, 2023.[14]